# Districte de Nainital
El districte de Nainital (o Naini Tal) és una divisió administrativa de l'estat d'Uttarakhand a l'Índia, a la divisió de Kumaon, amb capital a Nainital o Naini Tal i amb Haldwani com a principal ciutat (altres ciutats Kaladhungi, Ramnagar, Bhowali, Ramgarh, Mukteshwar, Bhimtal, Sattal i Naukuchiatal). La superfície és de 3.860 km² i la població al cens del 2001 de 762.909 habitants. el 87% hindús i el 12% musulmans. El districte és anomenat "Districte dels LLacs" pel gran nombre d'aquestos; el principals és el Naini Tal que li dona nom.

## Administració
Està format per 5 subdivisions fiscals (Nainital, Haldwani, Ramnagar, Dhari i Kosiyakutoli), 8 tahsils, 8 blocs (blocks) de desenvolupament, 44 nyay panchayat, 450 gram panchayat i 1082 pobles; els municipis són 4, els cantonments 1 i els comitès d'àrea urbana 3.
Els 8 tahsils són:
- Nainital
- Haldwani
- Ramnagar
- Kaladhungi
- Lalkuwa
- Dhari
- Kosiyakutoli
- Betalghat

I els blocs:
- Ramnagar
- Kotabag
- Betalghat
- Ramgarh
- Dhari
- Okhalkanda
- Bhimtal
- Haldwani

## Història
El primer relat històric és el del pelegrí Hiuen Tsiang, que descriu el regne de Govisana, probablement al Tarai, i el de Brahmapura a les muntanyes. Els rages katyuri de Kumaon foren succeïts pels chands, que deien ser sombansi rajputs procedents del districte d'Allahabad establerts primer al sud d'Almora i al Tarai.
Els historiadors musulmans esmentan Kumaon al segle xiv quan Gyan Chand va anar a Delhi i va obtenir del sultà els drets sobre el Bhabar i el Tarai fins al Ganges, si bé les terres baixes eren dominades per caps locals. Kirati Chand (1488-1503) fou el primer que va governar en el que després fou el districte de Naini Tal. Quan es va establir l'Imperi Mogol un governador local va voler conquerir la zona que considerava molt rica, però va fracassar per les dificultats del terreny. L'Ain-i-Akbari esmenta el sarkar de Kumaon però els mahals que hi estaven inclosos sembla que corresponien només a la part de terres baixes; el poder dels rages chand va quedar sempre limitat a les zones de muntanya.
Baz Bahadur (1638-1678) va visitar a Xa Jahan a Delhi, i el 1655 es va unir a les forces mogols contra el Regne de Garhwal i va recuperar Tarai, inclòs Dehradun (que fou separat del regne de Garhwal). Baz Bahadur va estendre el seu territori a l'est del riu Karnali. El 1672, Baz Bahadur va imposar unes taxes i els diners recollits foren enviats a Delhi com a tribut. Al final del segle xvii els rages chand van atacar altre cop Garhwal i el 1688, Udyot Chand va erigir diversos temples a Almora i altres llocs per commemorar la seva victòria sobre Garhwal i Doti.
Jagat Chand (1708-1720) va derrotar el raja de Garhwal i el va posar en fuita cap a Srinagar i el seu regne fou donat a un braman. Debi Chand (1720-1726), va participar en les intrigues i conspiracions dels afganesos de Rohilkhand i es va enfrontar les tropes imperials, però fou derrotat. Pradip Shah (1717-1772), va recuperar Garhwal i va conservar Dun fins al 1757 quan s'hi van establir els rohilles dirigits per Najib al-Dawla; aquest al seu torn en fou expulsat al cap de poc temps per Pradip Shah. El 1744 el cap rohilla Ali Muhammad va enviar un exèrcit al territori dels Chand i va arribar fins a Bhim Tal al districte d'Almora, que fou saquejada; la seva estada a la regió fou curta: al cap de set mesos, no els va agradar el clima, i van acceptar un pagament de 300.000 rúpies i se'n van anar; tot i el poc temps que hi van estar, els danys que van fer als temples foren importants. Ali Muhammad Khan no va quedar satisfet del que havien fet els seus lloctinents i al cap de tres mesos de la retirada, el 1745, va tornar a enviar les seves forces, però aquesta vegada foren derrotats a l'entrada, a les muntanyes, prop de Barakheri, i van abandonar la idea de conquesta.
Després hi va haver una reconciliació i gent de les muntanyes va combatre al costat dels rohilles a Panipat (1761). Posteriorment les terres baixes van quedar separades de les muntanyes i van passar a mans del nawab d'Oudh mentre les muntanyes quedaven en mans de bramans i dels Chand. El 1790 els gurkhes van envair el territori i els Chand foren expulsats cap al Bhabar i finalment enderrocats. Tarai i Kashipur foren cedides per Oudh als britànics el 1801 amb la resta de Rohilkhand.
El 1814 les britànics es van enfrontar als gurkhes i el febrer de 1815 una força va arribar a Kashipur; quatre mil kumaonis dirigits per Harakh Dev Joshi, un cap lleial als reis Chand van lluitar al seu costat. Els britànics van derrotar els gurkhes a diversos llocs i en aquesta zona, a Jaithak i Malaun. Finalment els gurkhes foren derrotats a la decisiva batalla de Syahidevi i el governador gurkha va fugir. La via per expulsar els gurkhes de Garhwal va quedar oberta. Els britànics no van respectar als pretendents als trons dels antics sobirans i van annexionar la regió el 1815 que fou administrada com a territori no regulat durant 70 anys.
El 1857 el territori va ser objecte d'atacs d'irregulars i va ser necessari proclamar la llei marcial (Sir Henru Ramsay el comissionat la va decretar) fins que va passar el perill; els rebels de Rohilkhand van ocupar Haldwani prop dels peus de les muntanyes i van intentar arribar fins a Naini Tal però sense èxit i el febrer de 1858 el rebels pràcticament havien estat expulsats del Tarai. Inicialment es van formar el districte de Kumaon sota un comissionat, que formà part de les Províncies del Nord-oest. Al llarg del segle xix es van formar tres districtes amb els noms de Garhwal (1871), Kumaon i Tarai (1861). El 1861 el districte de Kumaon fou reorganitzat i es va formar el districte de Terai amb la regió de Bhabar i zones de muntanya i el 1870 hi foren agregades algunes parganes pel sud, de dos districtes veïns. El 1891 el districte fou reorganitzat juntament amb el de Kumaon, i va agafar el nom de districte de Naini Tal o Nainital, per la seva capital, la ciutat de Naini Tal Des del 1901 el districte formà part de les Províncies Unides d'Agra i Oudh a la divisió de Kumaon amb una superfície de 6.933 km².
Les muntanyes principals del districte eren les Gagar que en alguns cims arribaven fins prop dels 3000 i sovint superaven els dos mil. Els rius eren el Kosi, Gola, i Nandhaur i els llacs el Naini Tal, Bhim Tal, Malwa Tal, Sat Tal, Naukuchhiya Tal i Khurpa Tal. La regió natural del Tarai era la zona més plana per sota del Bhabar, semimontanyosa, fins a l'Himàlaia. El districte estava format per 7 ciutats i 1.513 pobles, sent la població la següent:
- 1872: 263.956
- 1881: 339.667
- 1891: 356.881
- 1901: 311.237

El districte estava format per quatre divisions o tahsils: 
- Naini Tal
- Bhabar (capital Haldwani)
- Tarai (capital Kichha)
- Kashipur

Les principals ciutats eren les municipalitat de Naini Tal i Kashipur i l'àrea notificada d'Haldwani. La població era hindú en un 75% i un 24% musulmans. El 67% parlava hindi occidental, el 31% pahari central i l'1% gorkhali. Les castes principals eren els bramans, rajputs, doms, chamars, tharus, bokses, bhòties, naiks (peculiars perquè dediquen les filles a la prostitució) i sauns.
El tahsil de Naini Tal tenia una superfície de 1.121 km² i una població el 1901 de 43.738 habitants en 451 habitants, amb capital a Naini Tal (7.609 habitants el 1901).

## Arqueologia
Cal esmentar el temple de Bhim Tal, construït per Baz Bahadur, la principal construcció dels Chand, del segle xvii.